# Eufriesea aeniventris
Eufriesea aeniventris är en biart som först beskrevs av Alexander Mocsáry 1896.  Eufriesea aeniventris ingår i släktet Eufriesea, tribus orkidébin, och familjen långtungebin. Inga underarter finns listade.